# Frank Lewecke
Frank M. Lewecke (né le 2 février 1966 à Gütersloh) est un peintre et illustrateur allemand.

## Biographie
Après son enfance et l'adolescence à Gütersloh, il étudie la biologie à l'université de Bayreuth et passe à la peinture à plein temps après avoir terminé ses études. Depuis 1995, il travaille comme artiste indépendant à Nuremberg. Il se fait connaître d'un public large par la diffusion de ses œuvres dans le programme de nuit Space Night sur Bayerischer Rundfunk.
Il est nommé deux fois pour le prix Kurd-Laßwitz en 2002 et 2004. En 2005, Lewecke reçoit pour sa peinture Africa Tower, le prix Clarke-Bradbury attribué par l'Agence spatiale européenne, le Musée suisse de la science-fiction de la Maison d'Ailleurs et la Fondation OURS.

## Œuvre

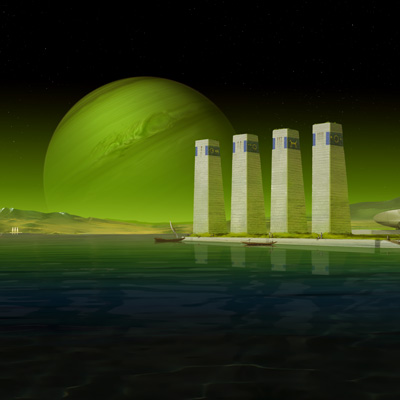
Gateport, 2010

Les œuvres de Lewecke appartiennent aux genres du Space Art, de la science-fiction et de la fantasy. Les peintures sur toile à grande échelle depuis 2004 complètent le répertoire pictural de l'artiste. Ses mondes sous-marins et ses natures mortes aquatiques asiatiques dans le cadre du projet JTao construisent un pont vers l'art contemporain. Lewecke est membre de l'International Association of Astronomical Artists et de la section des arts visuels de ver.di.